# K.B. Hallen
K.B. Hallen — многофункциональная арена расположенная в предместье Копенгагена  — Фредериксберге. В основном используется для проведения спортивных соревнований: по бадминтону, теннису, баскетболу и волейболу, а также принимает различные развлекательные мероприятия, включая танцевальные турниры и выставочные блошиные рынки.
28 сентября 2011 года арена была закрыта на реконструкцию после сильного пожара. Обновлённое здание было открыто 5 декабря 2018 года, оно рассчитано на 4500 зрителей, и предусматривает расширение до 4950 места для проведения концертов.
Арена знаменита двумя концертами The Beatles 4 июня 1964 года, единственными выступлениями группы в Дании, а также проходившими в ней шоу The Who, The Rolling Stones, Джими Хендрикса, Чака Берри и Боба Дилана, наряду с неоднократными концертами Pink Floyd, Led Zeppelin и Deep Purple.

## История
В 1924 году владельцы футбольного клуба Kjøbenhavns Boldklub приобрели большой участок земли на южной стороне улицы Петер-Бангс-Вейе. 22 апреля 1938 года состоялось торжественное открытие арены в присутствии короля Кристиана X. Архитектором проекта выступил Ганс Хансен, а главным инженером — Кристен Остенфельд. Пол Хеннингсен спроектировал для неё специальную систему освещения, а также смежный бальный зал под названием «Pejsesalen», где была воздвигнута большая фреска.
Во время Второй мировой войны после операции «Сафари» и потопления датского флота в 1943 году большинство военнослужащих ВМС были передислоцированы в K.B. Hallen. Летом 1944 года K.B. Hallen подвергся так называемому шальбургтажу, когда члены Шальбургского корпуса СС заложили в зал бомбу, уничтожив большую часть мебели и стекол, но само здание осталось нетронутым, в результате чего арена была закрыта только на полгода.
В 1940—1950-е годы на этой арене выступали многие известные джазовые исполнители, в том числе Луи Армстронг, Дюк Эллингтон, Каунт Бейси, Майлз Дэвис, Фрэнк Синатра, Билли Холидей и датчанин Лео Матисен. В 1947 году дуэт комиков Лорел и Харди выступили в рамках датских гастролей, а в 1950 году Уинстон Черчилль выступил здесь с программной речью и получил орден Слона.

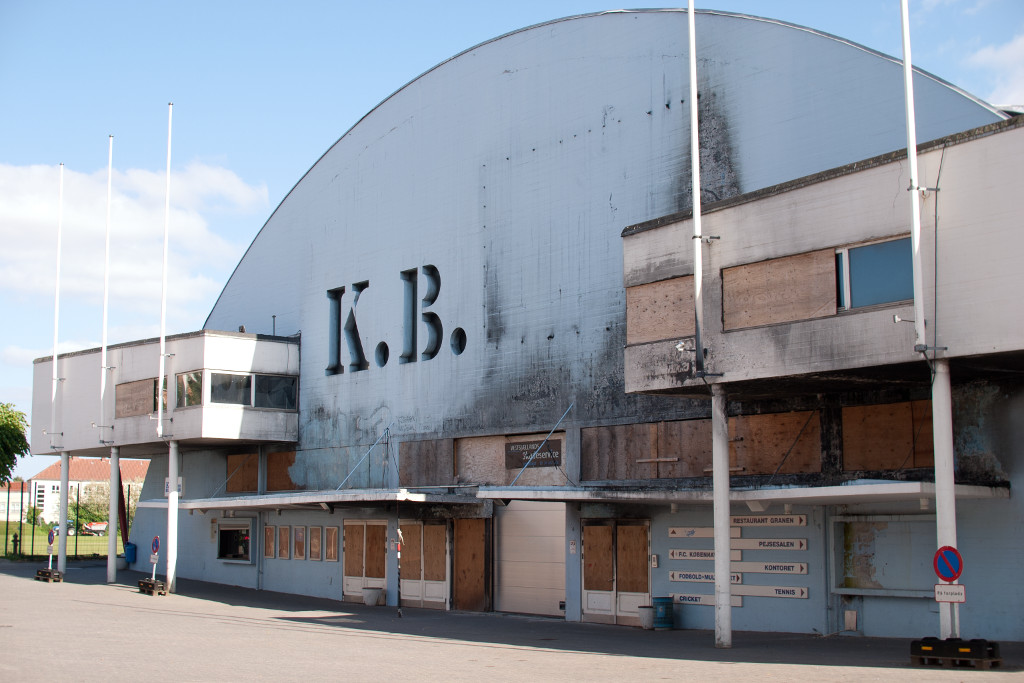
Закрытое и заколоченное досками здание арены (июнь 2013)

Внутренняя сцена после реконструкции здания (2018)

В 1960-х годах, во время «британского вторжения», в Дании побывала группа The Beatles (1964), а также The Who (1965) и The Rolling Stones (1966), каждая из которых выступала в K.B. Hallen. Среди других известных музыкантов отыгравших шоу на этой арене, фигурируют Чак Берри (1965) и Боб Дилан (1966). В 1970-х годах K. B. Hallen принимал концерты Джими Хендрикса, Led Zeppelin, Deep Purple (которые на протяжении своей карьеры отыграли на этой арене рекордные 12 концертов), Pink Floyd, Эрик Клэптон, Simon & Garfunkel, Black Sabbath, The Band и Джонни Кэш. Однако в 1980-е количество концертов на K.B. Hallen сократилось из-за возросшей конкуренции со стороны Brøndby Hallen и, в особенности, Valby-Hallen.
В течение 1990-х K. B. Hallen вновь вернул позиции одной из ведущих концертных арен страны, приняв концерты таких популярных исполнителей, как Radiohead, Oasis, Green Day, Бьорк, Backstreet Boys, Beastie Boys и Робби Уильямс.
В новом тысячелетии с аншлаговыми концертами на K.B. Hallen стали выступать датские рок-группы, такие как Nephew и Dizzy Mizz Lizzyв то же время арену регулярно посещали  международные знаменитости, включая: Rammstein, Foo Fighters, The Strokes, Kraftwerk, Black Eyed Peas, Майкл Бубле, Arcade Fire, Моррисси, Кэти Перри и Леди Гага — вплоть до пожара 2011 года.

## Пожар
28 сентября 2011 года арена была уничтожен в результате сильного пожара. Первоначальные версии ссылались на возможное нарушением техники безопасности в продуктовом киоске расположенным в вестибюле здания или с неисправностью электропроводки. Позже выяснилось, что возгорание произошла из-за того, что картон (которым была обшита часть потолка) располагался слишком близко к некоторым галогенным лампам.

## Реконструкция
После пожара было решено построить новая арена по проекту вдохновленному старым зданием, строительством руководила архитектурная фирма Christensen & Co. 20 февраля 2015 года начался снос старого здания — завершить строительство предполагалось в 2018 году, а возобновить работу арены в январе 2019 года. Торжественное открытие состоялось 24 января. Вскоре на обновлённой арене были возобновлены выступления известных международных артистов — в числе первых были согласованы концерты Take That и Эроса Рамаззотти — а также датских исполнителей, таких как Nephew и Benal.